# DAB1
DAB1, или Disabled-1, — название внутриклеточного белка, включённого в сигнальный каскад белка рилин, а также название гена, кодирующего данный белок. DAB1 является «адаптерным белком» цитоплазмы, регулирующим процессы нейрональной миграции. Мутации DAB1 и мутации белка рилин дают схожие нарушения развития и работы мозга у мышей. Изучение рилинового каскада необходимо, чтобы обнаружить причины таких болезней, как шизофрения, эпилепсия и аутизм.

## Механизм действия
Соединение рилина с внешними сегментами рецепторов VLDLR и ApoER2 приводит к тому, что белок DAB1 связывается с их внутриклеточными сегментами. После воздействия рилина на рецепторы, белок DAB1 фосфорилируется по тирозину киназами src-семейства и стимулирует перестройку актинового цитоскелета клетки (сокращение актин-миозиновых структур — сила, которая двигает ползающую клетку). В частности, исследователи предполагают, что фосфорилирование DAB1 изменяет насыщенность клеточной поверхности рецепторами альфа-3-бета-1-интегрина (alpha 3 beta 1 integrin) и паттерн расположения этих рецепторов. Вероятно, это приводит к уменьшению силы сцепления мигрирующего нейрона с клетками радиальной глии, вдоль которых мигрируют нейробласты, и позволяет им отсоединяться и занимать свои окончательные позиции в коре мозга.
Наиболее активно DAB1 задействован в период развития мозга, когда бурно идут процессы нейрональной миграции. В случае отсутствия воздействия рилина, например, при экспериментальных мутациях, концентрация DAB1 в клетке возрастает.
Описано пять сайтов рилин-индуцируемого фосфорилирования DAB1, проводится сравнение их ролей в передаче сигнала.

## Патологии
Мутации гена DAB1 могут вызывать спиноцеребеллярную атаксию тип 37.

## История исследований
Ген DAB и белок Disabled были впервые идентифицированы у мухи-дрозофилы. Затем был обнаружен мышиный белок mDAB1 — гомолог белка Drosophila Disabled.
В исследовании 2007 года было отмечено недавнее эволюционное изменение гена DAB1, распространившееся в китайской популяции, но не затронувшее остальные.